# Rautalampi
Rautalampi is een gemeente in de Finse provincie Oost-Finland en in de Finse regio Noord-Savo. De gemeente heeft een landoppervlakte van 538,96 km² en telt 2.964 inwoners (2022).